# An Unforgettable Treat
An Unforgettable Treat è l'album di debutto della cantante indiana Asha Bhosle, pubblicato nel 1971 su etichetta discografica Columbia Records.

## Descrizione
Il disco presenta tutte canzoni Ghazal, Geet o Bhajan.

## Tracce
1. Kabhi Neki Bhi Uske Ji Men – 4:14
2. Kabhi Shak-O-Sabza-O-Barg Par – 4:21
3. Shauq Har Rang Rakibe – 3:48
4. Carvan Guzra Kiya – 5:33
5. Aali Re Mere Naina Baan Par – 4:25
6. Kaise Un Ko Paoon Aali – 4:16
7. Na-Main Ladi Thi – 4:35
8. Tumul Kolahal Kalahmen – 5:00